# Az Európai Unió Kiadóhivatala
Az Európai Unió Kiadóhivatala egy intézményközi uniós hivatal, amelynek az a feladata, hogy gondoskodjon az Európai Közösségek és az Európai Unió kiadványainak közzétételéről. Székhelye Luxemburg, célcsoportjába tartoznak az európai uniós intézmények szerzői osztályai (és más szervei), de a kiadványoknak ugyanúgy címzettjei az Európai Unió állampolgárai, illetve mindazok az emberek világszerte, akik érdeklődnek az európai ügyek iránt.
A hivatal feladata, hogy naponta közzétegye az Európai Unió Hivatalos Lapját 22 vagy 23 nyelven (ír nyelven csak akkor, hogyha a közzétételét kérik). Ez a gyakorlat egyedülálló a kiadványszerkesztés világában. Emellett kötelessége az is, hogy közzétegye az Európai Unió tevékenységeiről szóló általános jelentést. Vannak olyan kiadványai is, amelyek az Unió fejlődése és szakpolitikái szempontjából lényegesek, míg mások információs forrásként szolgálnak a nagyközönség, illetve meghatározott szakmai körök számára.
Annak érdekében, hogy az Unió közelebb kerüljön állampolgáraihoz, a Kiadóhivatal folyamatosan együttműködik az EU intézményeivel, ügynökségeivel és szerveivel. Így fokozza az európai szakpolitikák és a jogalkotási folyamat átláthatóságát. Ezzel egyben meg is könnyíti a Hivatalos Lap L (jogszabályok), C (tájékoztatások és közlemények) és S (közbeszerzési felhívások) sorozatában megjelenő anyagokhoz való hozzáférést. Akárcsak az EUR-Lex és TED weboldalakon közzétett európai jogszabályok teljes anyagához való hozzáférést. A kiadványokat nem csak önállóan, hanem sokszor más európai uniós intézményekkel közösen adja ki azok kommunikációs tevékenységének keretében.
Ezenkívül többféle online szolgáltatással áll az érdeklődők rendelkezésére. Ingyenes hozzáférést biztosít az uniós jogszabályokhoz (EUR-Lex), tájékoztatást nyújt az EU kiadványairól (EU-Könyvesbolt), az uniós közbeszerzésekről (TED), valamint a kutatás-fejlesztés terén folytatott tevékenységekről és kezdeményezésekről (CORDIS). Utóbbi egy olyan interaktív információs platform, amely lehetővé teszi a felhasználóknak, hogy értesüljenek a legfrissebb hírekről, előrelépésekről és kezdeményezésekről az európai innováció, kutatás és fejlesztés területén. A CORDIS-ban a meglátogatott oldalak száma (nagyjából 56 millió) 1999 óta több mint kétszeresére nőtt.
A Kiadóhivatalban vagy annak közreműködésével készített EU-kiadványokat katalogizálták, iktatják és archiválják annak érdekében, hogy az EU-Könyvesbolt szolgáltatás terjeszthesse azokat. Az EU-Könyvesbolt célja, hogy egyetlen hozzáférési pontot kínáljon az Európai Unió intézményeinek, ügynökségeinek és egyéb szerveinek kiadványaihoz. Átfogó bibliográfiai jegyzéken keresztül közvetlen hozzáférést biztosít a kiadványok tartalmához, míg a legújabb kiadványok PDF-formátumban díjmentesen letölthetők.
A nyílt hozzáférésű adatok európai uniós portálja egyablakos hozzáférést biztosít az Európai Unió intézményei, ügynökségei és egyéb szervei által létrehozott és folyamatosan bővített adatkészletek széles köréhez. A portált, mely kísérleti fázisban 2012 decemberében kezdte meg működését, hivatalosan a bizottsági dokumentumok további felhasználásáról szóló, 2011. december 12-i 2011/833/EU bizottsági határozat hozta létre. A portált az Európai Unió Kiadóhivatala üzemelteti, az EU nyitott adatpolitikájának megvalósítása azonban az Európai Bizottság Tartalmak, Technológiák és Kommunikációs Hálózatok Főigazgatóságának a hatáskörébe tartozik.